# العلاقات البولندية التركية
العلاقات البولندية التركية هي العلاقات الثنائية التي تجمع بين بولندا وتركيا.

## مقارنة بين البلدين
هذه مقارنة عامة ومرجعية للدولتين:
| وجه المقارنة                                              | بولندا                                                                             | تركيا         |
| --------------------------------------------------------- | ---------------------------------------------------------------------------------- | ------------- |
| المساحة (كم2)                                             | 312.68 ألف                                                                         | 783.56 ألف    |
| عدد السكان (نسمة)                                         | 38.43 مليون                                                                        | 80.14 مليون   |
| الكثافة السكانية (ن./كم²)                                 | 122.91                                                                             | 102.28        |
| العاصمة                                                   | وارسو                                                                              | أنقرة         |
| اللغة الرسمية                                             | اللغة البولندية                                                                    | اللغة التركية |
| العملة                                                    | زلوتي بولندي                                                                       | ليرة تركية    |
| الناتج المحلي الإجمالي (بليون دولار)                      | 524.51 مليار                                                                       | 851.10 مليار  |
| الناتج المحلي الإجمالي (تعادل القوة الشرائية) بليون دولار | 1.02 تريليون                                                                       | 1.57 تريليون  |
| الناتج المحلي الإجمالي الاسمي للفرد دولار أمريكي          | 12.55 ألف                                                                          | 9.12 ألف      |
| الناتج المحلي الإجمالي للفرد دولار أمريكي                 | 26.14 ألف                                                                          | 19.79 ألف     |
| مؤشر التنمية البشرية                                      | 0.843                                                                              | 0.761         |
| رمز المكالمات الدولي                                      | +48                                                                                | +90           |
| رمز الإنترنت                                              | .pl                                                                                | .tr           |
| المنطقة الزمنية                                           | توقيت وسط أوروبا، ت ع م+01:00، ت ع م+02:00، أوروبا/وارسو ‏، توقيت وسط أوروبا الصيفي | ت ع م+03:00   |

## مدن متوأمة
في ما يلي قائمة باتفاقيات التوأمة بين مدن بولندية وتركية:
- ترتبط لوبلين مع نيلوفر باتفاقية توأمة منذ 11 سبتمبر 1999.[13][13][13][13]
- ترتبط بياويستوك مع Bornova (İzmir Metro) [الإنجليزية]‏ باتفاقية توأمة منذ 22 يونيو 2013.[14][14][14][14]
- ترتبط Jarocin [الإنجليزية]‏ مع Korkuteli [الإنجليزية]‏ باتفاقية توأمة.
- ترتبط وارسو مع إسطنبول باتفاقية توأمة منذ 1989.

## منظمات دولية مشتركة
يشترك البلدان في عضوية مجموعة من المنظمات الدولية، منها:
| علم المنظمة | اسم المنظمة                             | تاريخ انضمام بولندا | تاريخ انضمام تركيا |
| ----------- | --------------------------------------- | ------------------- | ------------------ |
|             | وكالة ضمان الاستثمار متعدد الأطراف      | 29 يونيو 1990       | 3 يونيو 1988       |
|             | منظمة التعاون الاقتصادي والتنمية        | 22 نوفمبر 1996      | ?                  |
|             | الأمم المتحدة                           | 24 أكتوبر 1945      | 24 أكتوبر 1945     |
|             | الوكالة الدولية للطاقة                  | 25 سبتمبر 2008      | ?                  |
|             | الفريق المعني برصد الأرض                | ?                   | ?                  |
|             | مركز تنسيق الحركة في أوروبا ‏            | ?                   | ?                  |
|             | منظمة حظر الأسلحة الكيميائية            | ?                   | ?                  |
|             | منظمة التجارة العالمية                  | 1 يوليو 1995        | 26 مارس 1995       |
|             | منظمة الشرطة الجنائية الدولية           | ?                   | ?                  |
|             | منظمة الأمن والتعاون في أوروبا          | 25 يونيو 1973       | 25 يونيو 1973      |
|             | مؤسسة التنمية الدولية                   | 28 أكتوبر 1960      | 22 ديسمبر 1960     |
|             | حلف شمال الأطلسي                        | 12 مارس 1999        | 18 فبراير 1952     |
|             | نظام تحكم تكنولوجيا القذائف             | 1998                | 1997               |
|             | يونسكو                                  | 6 نوفمبر 1946       | 4 نوفمبر 1946      |
|             | مجلس أوروبا                             | 26 نوفمبر 1991      | 9 أغسطس 1949       |
|             | الاتحاد البريدي العالمي                 | 1 مايو 1919         | ?                  |
|             | البنك الدولي للإنشاء والتعمير           | 27 يونيو 1986       | 11 مارس 1947       |
|             | اتفاقية السماوات المفتوحة               | ?                   | ?                  |
|             | المنظمة الهيدروغرافية الدولية           | ?                   | ?                  |
|             | الاتحاد الدولي للاتصالات                | 1921                | 1866               |
|             | مؤسسة التمويل الدولية                   | 29 ديسمبر 1987      | 19 ديسمبر 1956     |
|             | المنظمة الأوروبية لسلامة الملاحة الجوية | 2004                | 1989               |
|             | مجموعة أستراليا                         | 1994                | 2000               |
|             | مجموعة الموردين النوويين                | ?                   | ?                  |

## أعلام
هذه قائمة لبعض الشخصيات التي تربطها علاقات بالبلدين:
- رومان دوبروسكي (لاعب كرة قدم بولندي، 14 مارس 1972[25] – )
- ناظم حكمت (شاعر تركي، 15 يناير 1902[26][27] – 3 يونيو 1963[26][27])

## وصلات خارجية
- موقع وزارة الخارجية البولندية
- موقع وزارة الخارجية التركية